# Vladimir Gaidamașciuc
Vladimir Gaidamașciuc (Bălți, 11 giugno 1971) è un ex calciatore moldavo, di ruolo centrocampista.

## Palmarès

### Club

#### Competizioni nazionali
- Coppa di Moldavia: 2

Tiligul-Tiras Tiraspol: 1993-1994, 1994-1995